# Things We Lost in the Fire (singel Bastille)
Things We Lost in the Fire – utwór brytyjskiego indierockowego zespołu Bastille, który znalazł się na ich debiutanckim albumie studyjnym pt. Bad Blood. Utwór wydany został 23 sierpnia 2013 roku przez wytwórnię Virgin Records jako szósty singel z debiutanckiej płyty. Twórcą tekstu piosenki jest Dan Smith, który wraz z Markiem Crew zajął się jego produkcją. Do singla nakręcono także teledysk, a jego reżyserem był Naor Aloni. Utwór dotarł na szczyt listy przebojów na Słowacji i trzeciego miejsca w Polsce.

## Pozycje na listach przebojów
| Kraj              | Lista (2013-14)         | Najwyższa pozycja |
| ----------------- | ----------------------- | ----------------- |
| Austria           | Singles Top 75          | 18                |
| Belgia (Flandria) | Ultratop 50             | 10                |
| Belgia (Wallonia) | Ultratip 50             | 16                |
| Czechy            | Hitparáda Radio Top 100 | 10                |
| Francja           | Top 200 Singles         | 111               |
| Holandia          | Single Top 100          | 62                |
| Irlandia          | Top 100 Singles         | 33                |
| Niemcy            | Top 100 Singles         | 18                |
| Nowa Zelandia     | Top 40 Singles          | 19                |
| Polska            | Airplay Top 20          | 3                 |
| Słowacja          | Hitparáda Radio Top 100 | 1                 |
| Stany Zjednoczone | Hot Rock Songs          | 46                |
| Szkocja           | Scottish Singles Top 40 | 29                |
| Szwajcaria        | Singles Top 75          | 53                |
| Wielka Brytania   | Singles Top 100         | 28                |